# Atmozfears
Tim van de Stadt, känd under artistnamnet Atmozfears, är en nederländsk hardstyle DJ. Atmozfears bildades först som en trio, bestående av Tim, Kevin Keiser och Michael Jessen, bildat år 2009. Vid slutet av 2012 lämnade Jessen gruppen.
I februari 2012 skrev Atmozfears kontrakt med hardstyle skivbolaget Scantraxx. Van de Stadt har spelat på många stora musikfestivaler som Defqon.1, The Qontintent, Q-Base och Tomorrowland.
Den 1 juli 2013, meddelade Scantraxx att Tim och Kevin hade separerat och Tim behöll synonymen "Atmozfears", medan Kevin växte under namnet Infrno.  År 2017 samarbetade Tim med Hardwell och de producerade tillsammans "All That We Are Living For" med vokalisten M.Bronx. År 2018 producerade Atmozfears huvudlåten för den sista musikfestivalen Q-Base, för att fira minnet av de 15 år som Q-Base har hållit festivaler. 

## Diskografi

### 2019
- Gladiators
- Together As One
- Enya

### 2018
- Breathe
- Lose It All
- Yeasterday
- The Final Mission (Q-Base 2018 Anthem)
- POPO
- You and I

### 2017
- All That We Are Living For
- Handz Up
- Age Of Gods
- Fabrik Of Creation

### 2016
- Hate
- Broken
- On Your Mark and Singularity
- WAT
- This Is Hardstyle
- What about us
- Keep Me Awake

### 2015
- Equilibrium (Official Qlimax 2015 Anthem)
- This Is Madness
- Nature's Grasp
- Gold Skies
- Release
- On Your Mark
- Reawakening

### 2014
- Accelerate
- Starting Over
- Sonera

### 2013
- State Of Mind
- Infinity
- Dance No More
- Bella Nova

### 2012
- Another Day
- Starscream
- Stay With You
- Rip The Jacker
- Hypnotika
- Don't Let Me Down
- Just Let Go
- Destrukto
- Limitless
- Time Stands Still
- What It's Like

### 2009
- Supernatural
- Inflicting you